# Soupe d'arachides
La soupe d'arachides (ou soupe de cacahuètes) est une soupe préparée dans différentes parties du monde, caractérisée par une base de cacahuètes jointe à d'autres ingrédients. C'est un aliment de base de la gastronomie africaine, mais est également consommée en Extrême-Orient (Taïwan), aux États-Unis (principalement en Virginie), et en Amérique du Sud. Au Ghana, elle est souvent consommée avec du foufou.
La soupe d'arachides est également une soupe originaire du peuple Edo du Bénin et du Nigeria et est souvent consommée avec des ignames pilées. Certains ingrédients utilisés pour la préparer dans cette région du monde sont le poivre de Guinée et la feuille de Vernonia, pour son goût amer. C'est aussi un plat typique et courant dans les régions andines d'Argentine,, de Bolivie et du Pérou où elle est appelée sopa de maní.
Elle est considérée comme un repas de grande occasion au Ghana, au Sierra Leone et dans d'autres pays de l'Afrique occidentale. Elle se prépare habituellement à partir de cacahuètes que l'on réduit en purée, nommée pâte de cacahuètes,. La soupe d'arachides se mange dans ces régions autant avec du foufou, du banku ou du kenkey. Elle est aussi connue en langue akan comme du nkatenkwan.

## Galerie

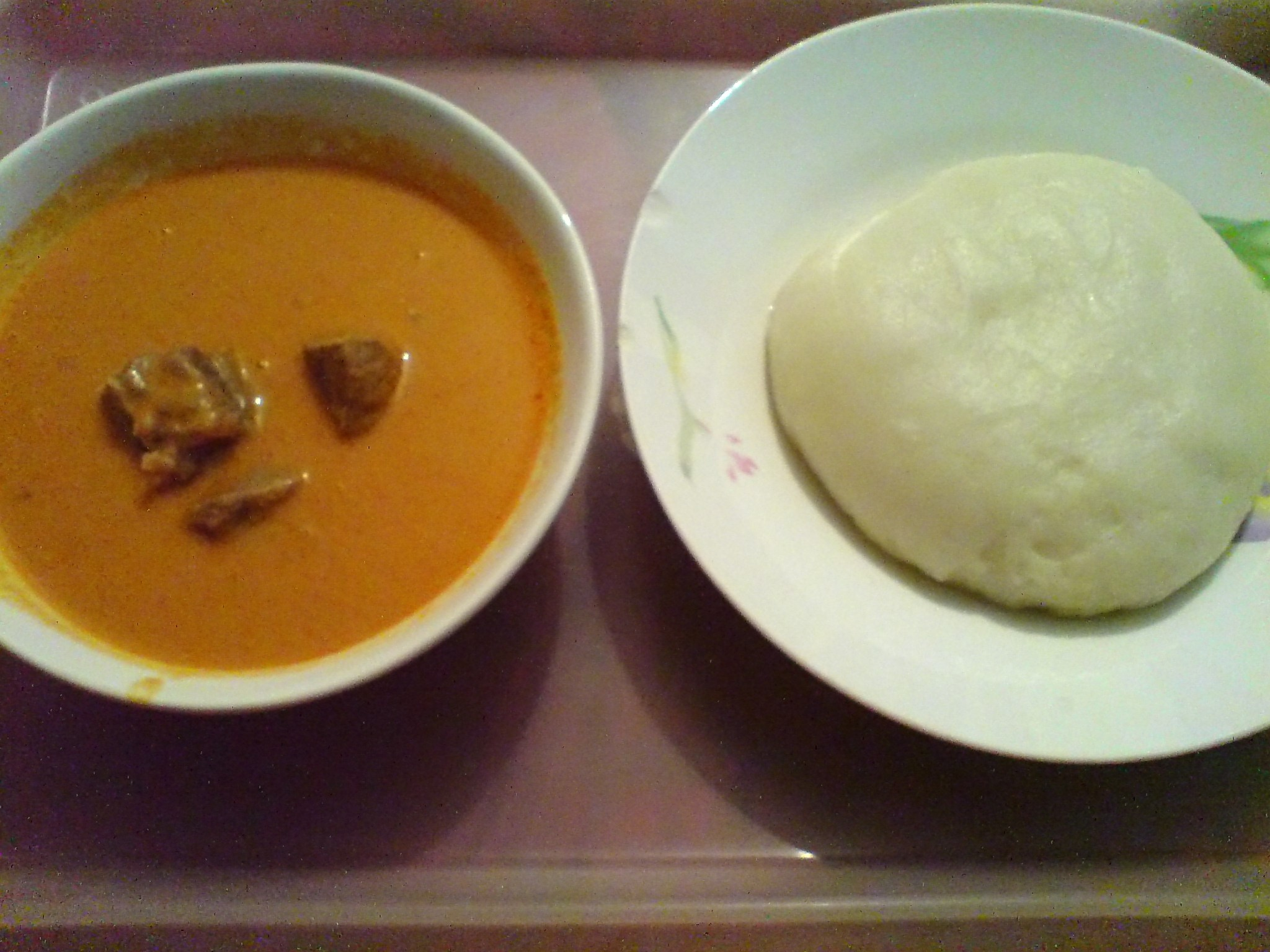
Soupe d'arachides et foufou d'Afrique occidentale.
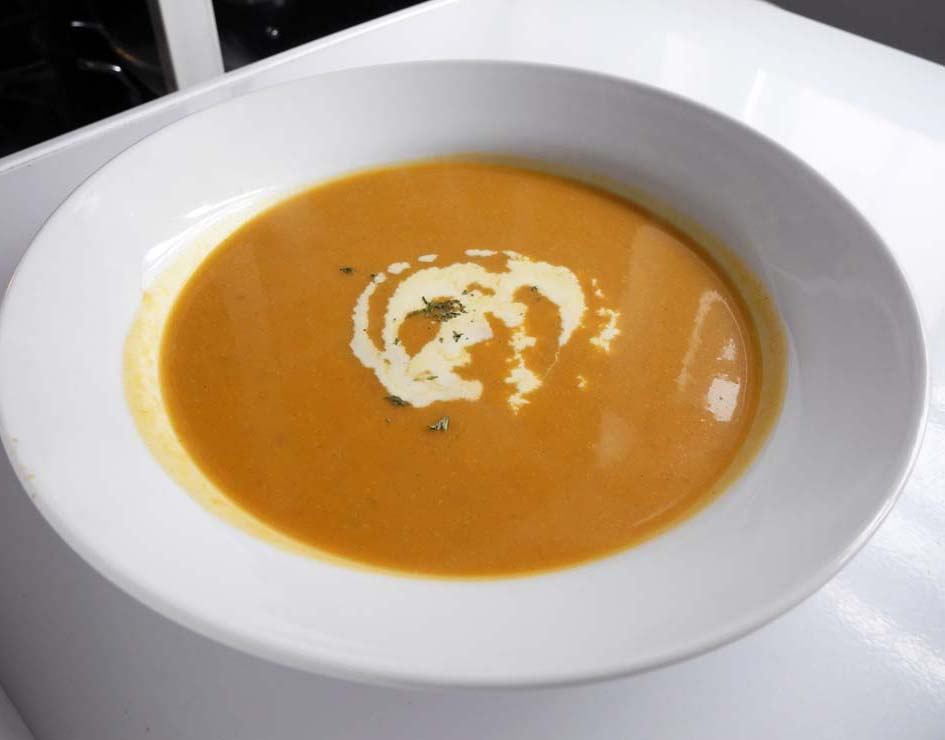
Soupe d'arachides à la muscade.